# Torzewo
Torzewo [pronunciación en polaco: /tɔˈʐɛvɔ/] es una aldea ubicada en el distrito administrativo de Gmina Topólka, dentro del condado de Radziejów, Voivodato de Cuyavia y Pomerania, en el centro-norte de Polonia. Se encuentra a unos 6 kilómetros al norte de Topólka, a 17 kilómetros al sureste de Radziejów, y a 53 kilómetros al sur de Toruń.